# Clarence Day
Clarence Shepard Day (* 18. November 1874 in New York; † 28. Dezember 1935 ebenda) war ein US-amerikanischer Schriftsteller und Karikaturist.

## Leben
Day war der älteste Sohn des Wall Street-Brokers Clarence Shepard Day (1844–1927) und dessen Ehefrau Lavinia Elizabeth Stockwell. Sein Großvater väterlicherseits, Benjamin Henry Day (1810–1889) war Verleger und hatte 1833 die New York Sun gegründet. Einer seiner Onkel – Benjamin Henry Day (1838–1916) – gilt als Erfinder der Benday Dots.
Seine Geschwister waren George Parmly Day (1876–1959) und Harold Currier Day (1883–1931).

Day absolvierte seine Schulzeit an der St Paul’s School (Garden City) und studierte anschließend an der Yale University (New Haven). Mit 22 Jahren beendete er sein Studium und wurde Teilhaber in der väterlichen Firma an der New York Stock Exchange.
1898 trat Day in die United States Navy ein und nahm im selben Jahr auch am Spanisch-Amerikanischen Krieg teil. Während dieses Krieges erkrankte Day sehr schwer an Arthritis; die letzten Jahre seines Lebens verbrachte er bettlägerig.
Am 17. Juli 1928 heiratete er in Manhattan Katherine Briggs. Sie hatten eine Tochter namens „Wilhelmine“, genannt „Wendy“.

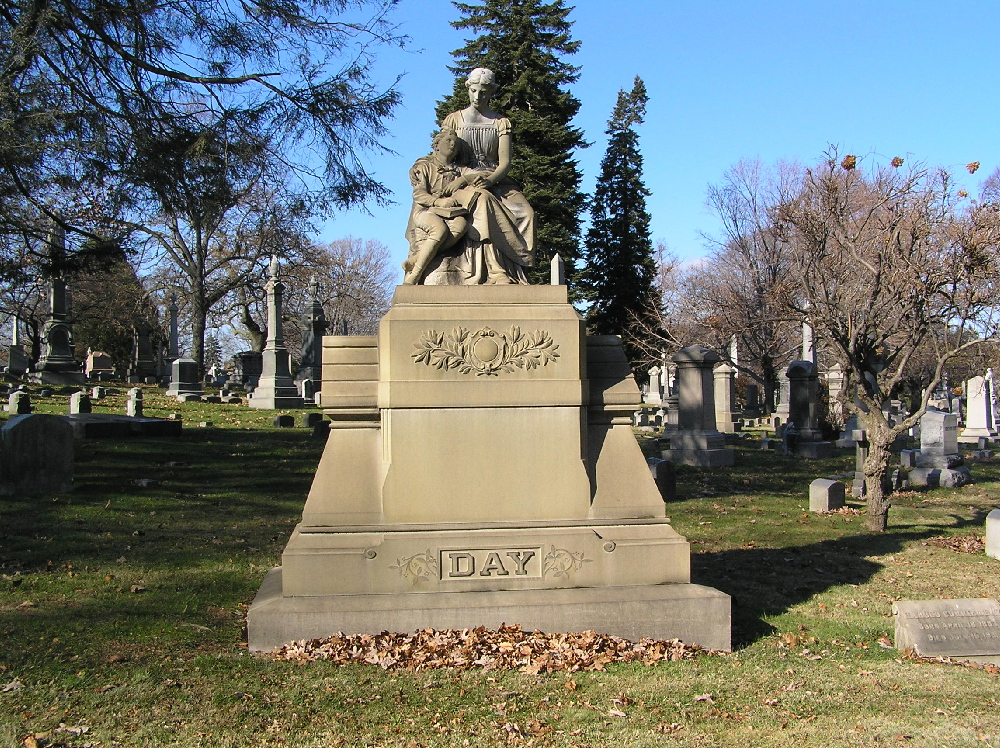
Grabmal von Clarence Day auf dem Woodlawn Cemetery, Bronx, New York

Day starb sechs Wochen nach seinem 61. Geburtstag am 28. Dezember 1935 in New York und fand seine letzte Ruhestätte auf dem Woodlawn Cemetery in der New Yorker Bronx.

## Rezeption
Bereits als Student begann Day mit ersten literarischen Versuchen. Aber erst nach seinem Ausscheiden aus der Armee versuchte er sich erneut und hatte mit seiner memoirenhaften Trilogie „God and my Father“, „Life with Father“ und „Life with Mother“ großen Erfolg. Die Adaptionen fürs Theater und Kino bzw. Fernsehen erlebte Day aber nicht mehr.
Anfangs verfasste er Feuilletonistisches für Zeitschriften wie Metropolitan Magazine, The New Republic, The New Yorker u. a. Dabei verwendete er manchmal auch das Pseudonym B. H. Arkwright und illustrierte seine Veröffentlichungen auch selbst. Der Journalist Brendan Gill berichtet über Days Arbeit bei der Zeitschrift The New Yorker von einem frühen „Nipplegate“. Eine von Days Zeichnungen – eine nackte Frau – durfte auf Anordnung des Verlegers Harold Ross nicht publiziert werden. Erst als Day sich bereit erklärte, die Brustwarze von der Zeichnung zu entfernen, durfte diese veröffentlicht werden.
Days Nachlass befindet sich in der New York Public Library.

## Werke (Auswahl)Einzelausgaben
- The story of the Yale University. University Press, New Haven, Conn. 1958.
- This Simian World. Knopf, New York 1936 (Nachdr. d. Ausg. New York 1920).
- The Crow's Nest. Essays. Knopf, New York 1921.[7]
- Thoughts without words. Knopf, New York 1928.
- God and my Father. 12. Aufl. Knopf, New York 1936.
- Scenes from Mesozoic and other drawings. University Press, New Haven, Conn. 1935 (Bildband).
- Unser Herr Vater („Life with Father“, 1935). Rowohlt, Reinbek 1961 (übersetzt von Hans Fallada).
- After all. Essays and verses. Chatto & Windus, London 1936.
- Unsere Frau Mama („Life with Mother“, 1936). Rowohlt, Reinbek 1962 (übersetzt von Hans Fallada).

Werkausgaben
- The best of Clarence Day. Including „God and my Father“, „Life with my Father“, „Life with my Mother“, „This Simian World“ and selections of „Thoughts without words“. Knopf, New York 1948.
- Clarence Day Omnibus. Including „God and my Father“, „Life with Father“, „Life with Mother“. Sun Dial Press, New York 1945.

## Adaptionen
- Howard Lindsay, Russel Crouse: Life with Father. 1939 (dieses Theaterstück war über acht Jahre am Broadway zu sehen).
- Michael Curtiz (Regie): Unser Leben mit Vater. 1947 (dieser Film basiert auf dem gleichnamigen Theaterstück).
- Bob Feiner, Fletcher Markle: Life with Father. 1953/55[8]